# Сарто (Манітоба)
Сарто (англ. Sarto) — поселення у складі сільської громади Ганновер у провінції Манітоба, Канада. Розташоване вздовж провінційної дороги PR 205.

## Історія
Першими поселенцями були франкоканадці, які назвали поселення New York. У 1904 році тут відкрили поштове відділення. Тоді ж громаду перейменували на честь Папи Пія X, що народився під іменем Джузеппе Мелькьоре Сарто. Існує також версія, що назва походить від імені італійського художника доби Відродження Андреа дель Сарто.

## Географія
Сарто розташоване на південному сході Манітоби, на висоті приблизно 287 м над рівнем моря. Місцевість переважно сільськогосподарська.
Часовий пояс: CST (UTC−6), влітку CDT (UTC−5).

## Українська громада
У поселенні діють дві українські церкви:
- Церква Святих Петра і Павла Української православної церкви.[3][4]

- Церква Святого Архангела Михаїла Української греко-католицької церкви,[5]